# Bob Osborne
Pour les articles homonymes, voir Osborne.
Robert « Bob » Osborne, né en 1913, à Vancouver, au Canada et décédé en mai 2003, est un ancien joueur et entraîneur canadien de basket-ball. 